# José Tohá González
José Tohá González (født 6. februar 1927, død 15. marts 1974) var en chilensk redaktør og politiker. Han var indenrigs- og forsvarsminister under Salvador Allende og medlem af Socialistpartiet fra 1942.
Under militærkuppet i 1973 blev Tohá anholdt og deporteret til øen La Isla Dawson, hvor han gennemgik systematisk tortur. Han svækkedes både psykisk og fysisk og blev indlagt på et hospital i Santiago. 
Efter behandling deporteredes han til et fængsel i Santiago, hvor torturen blev genoptaget. Tohá døde den 15. marts 1974. Militærets version lød på selvmord ved hængning, selvom senere undersøgelser viste, at Tohá døde under den tortur, soldaterne påførte ham.
José Tohás datter, Carolina Tohá, er i dag politiker og medlem af det socialdemokratiske PPD.
1. ↑  Navnet er anført på engelsk og stammer fra Wikidata hvor navnet endnu ikke findes på dansk.